# Categoría Primera A (2011)
I liga kolumbijska w piłce nożnej (2011)
Mistrzem Kolumbii turnieju Apertura został klub Atlético Nacional, natomiast wicemistrzem Kolumbii - klub La Equidad Bogotá.
Mistrzem Kolumbii turnieju Finalización został klub Atlético Junior, natomiast wicemistrzem Kolumbii - klub Once Caldas.
Do Copa Libertadores w roku 2012 zakwalifikowały się następujące kluby:
- Atlético Nacional (mistrz Apertura)
- Atlético Junior (mistrz Finalización)
- Once Caldas (najlepszy w Reclasificación 2010)

Do Copa Sudamericana w roku 2012 zakwalifikowały się następujące kluby:
- Millonarios FC (Copa Colombia 2011)
- Envigado (3. miejsce w Reclasificación 2011)
- Tolima Ibagué (5. miejsce w Reclasificación 2011)
- La Equidad Bogotá (7. miejsce w Reclasificación 2011)

Kluby, które spadły do II ligi:
- Deportivo Pereira (ostatni w tabeli spadkowej)
- América Cali (przegrany baraż)

Na miejsce spadkowiczów awansowały z drugiej ligi następujące kluby:
- Deportivo Pasto - mistrz II ligi
- Patriotas Tunja - wygrany baraż

## Torneo Apertura 2011

### Apertura 1
| Data           | Mecz |
| -------------- | --- |
| 5 lutego 2011  | Real Cartagena - Atlético Junior 4:2 Edwin Aguilar 10, 24, José Manuel Najera 62, Edison Palomino 83 - Luis Alfonso Páez 31, 75k    |
| 5 lutego 2011  | Tolima Ibagué - Independiente Santa Fe 1:0 Wílder Medina 89k                                                                        |
| 5 lutego 2011  | Boyacá Chicó Tunja - Once Caldas 1:1 Diego Chica 24 - Félix Andrés Micolta 6                                                        |
| 6 lutego 2011  | Millonarios FC - Atlético Huila 2:3 Rafael Robayo 14, Carlos Alberto Preciado 33 - Jorge Hernando Vidal 25, José Moreno 68k, 82     |
| 6 lutego 2011  | Quindío Armenia - América Cali 2:0 Pablo Antonio Salinas 41k, 87                                                                    |
| 6 lutego 2011  | Deportivo Cali - Cúcuta 1:2 Diego Andrés Álvarez 7 - César Augusto Alzáte 32, Donald Diego Millán 86                                |
| 6 lutego 2011  | Itagüí Ditaires - Independiente Medellín 2:1 Emerson Chamorro 2, Jorge Andrés Aguirre 40 - Jaime Alberto Castrillón 45              |
| 6 lutego 2011  | Atlético Nacional - Envigado 2:3 Dorlan Pabón 28, Carlos Alveiro Rentería 56 - Luis Alexander Mosquera 19, Neider Morantes 45w, 83g |
| 17 lutego 2011 | Deportivo Pereira - La Equidad Bogotá 0:1 Luis Alfredo Yanes 39                                                                     |

### Apertura 2
| Data           | Mecz |
| -------------- | --- |
| 11 lutego 2011 | Atlético Junior - Tolima Ibagué 1:0 Carlos Bacca 19                                                        |
| 12 lutego 2011 | La Equidad Bogotá - Atlético Nacional 1:1 Jhon Alexander Cano 40g - Yovanny Arrechea 80                    |
| 12 lutego 2011 | Once Caldas - Deportivo Cali 2:0 Héctor Andrés Quiñones 20s, Carlos Carbonero 60                           |
| 13 lutego 2011 | Independiente Santa Fe - Quindío Armenia 0:1 Hilton Murillo 29                                             |
| 13 lutego 2011 | América Cali - Deportivo Pereira 3:2 Duván Zapata 20g, 35, 55g - Carlos Villagra 7, Carlos Rodas 71w       |
| 13 lutego 2011 | Atlético Huila - Real Cartagena 3:0 Wilson Morelos 52, Amílcar Henríquez 83g, Erwin Albeiro Carrillo 90    |
| 13 lutego 2011 | Envigado - Itagüí Ditaires 2:2 Carlos Álvarez 24, Yulián Mejía 60 - Emerson Chamorro 48k, Lionard Pajoy 59 |
| 13 lutego 2011 | Independiente Medellín - Boyacá Chicó Tunja 1:0 Luís Fernando Mosquera 42                                  |
| 13 lutego 2011 | Cúcuta - Millonarios FC 0:1 Edison Toloza 7                                                                |

### Apertura 3
| Data           | Mecz |
| -------------- | --- |
| 18 lutego 2011 | Tolima Ibagué - Atlético Huila 3:1 Danny Santoya 21, 67, Wilmer Parra Cadena 89 - Jorge Hernando Vidal 31k         |
| 19 lutego 2011 | Millonarios FC - Once Caldas 0:2 John Pajoy 68, Dayro Mauricio Moreno 87                                           |
| 19 lutego 2011 | Atlético Nacional - América Cali 3:1 Carlos Alveiro Rentería 15, 28, 41 - César Fabián Morales 24g                 |
| 20 lutego 2011 | Boyacá Chicó Tunja - Itagüí Ditaires 1:2 Juan Alejandro Mahecha 6 - Cleider Alzáte 34, Jhonny Alexander Vásquez 77 |
| 20 lutego 2011 | Quindío Armenia - Atlético Junior 1:1 Célimo Polo 53k - Víctor Cortés 24                                           |
| 20 lutego 2011 | Deportivo Pereira - Independiente Santa Fe 1:1 Gustavo Andrés Victoria 39 - Óscar Rodas 79                         |
| 20 lutego 2011 | Envigado - La Equidad Bogotá 0:0                                                                                   |
| 20 lutego 2011 | Real Cartagena - Cúcuta 1:1 José Manuel Najera 8k - Breyner Bonilla 89                                             |
| 20 lutego 2011 | Deportivo Cali - Independiente Medellín 0:2 Luís Fernando Mosquera 32w, Jaime Alberto Castrillón 78                |

### Apertura 4
| Data           | Mecz |
| -------------- | --- |
| 26 lutego 2011 | América Cali - Envigado 2:1 Jorge Ricardo Artigas 57w, Duván Zapata 86g - Jorge Horacio Serna 68g                                                             |
| 26 lutego 2011 | Independiente Medellín - Millonarios FC 3:3 Santiago Tréllez 57g, 67g, Luís Fernando Mosquera 74k - Edison Toloza 18, Wilson Carpintero 65g, Rafael Robayo 69 |
| 26 lutego 2011 | Once Caldas - Real Cartagena 3:2 Carlos Carbonero 11, Wason Rentería 22, 44g - Orlando Enrique Osorio 2, Jorge Emanuel Molina 52                              |
| 27 lutego 2011 | Independiente Santa Fe - Atlético Nacional 0:0 |
| 27 lutego 2011 | Atlético Huila - Quindío Armenia 0:1 Juan Camilo Vela 78 |
| 27 lutego 2011 | Boyacá Chicó Tunja - Deportivo Cali 2:0 Charles Monsalvo 8, Edwin Móvil 52k                                                                                   |
| 27 lutego 2011 | Cúcuta - Tolima Ibagué 2:3 Juan Giovanni García 3k, Lucumi Wilmer Díaz 29s - Danny Santoya 5, Rafael Castillo 11w, Wilmer Parra Cadena 79                     |
| 27 lutego 2011 | Itagüí Ditaires - La Equidad Bogotá 2:1 Jhonny Alexander Vásquez 63, Elkin Serrano 77 - Luis Alfredo Yanes 30k                                                |
| 27 lutego 2011 | Atlético Junior - Deportivo Pereira 2:1 Anselmo Almeida 29, Luis Alfonso Páez 67 - Jorge Brítez 11                                                            |

### Apertura 5
| Data         | Mecz |
| ------------ | --- |
| 4 marca 2011 | Envigado - Independiente Santa Fe 3:1 Neider Morantes 22k, 67, Armando Carrillo 72 - Sergio Galván Rey 52                                      |
| 5 marca 2011 | Millonarios FC - Boyacá Chicó Tunja 3:1 Edison Toloza 30, Alejandro Enrique Cichero 39, Carlos Alberto Preciado 71 - Juan Alejandro Mahecha 57 |
| 5 marca 2011 | Atlético Nacional - Atlético Junior 4:1 Macnelly Torres 5, 31, Carlos Alveiro Rentería 22, Edwin Cardona 84 - Luis Alfonso Páez 20             |
| 6 marca 2011 | La Equidad Bogotá - América Cali 1:0 Dager Palacios 90                                                                                         |
| 6 marca 2011 | Quindío Armenia - Cúcuta 0:1 Juan Giovanni García 22k                                                                                          |
| 6 marca 2011 | Deportivo Cali - Itagüí Ditaires 1:0 Diego Andrés Álvarez 65                                                                                   |
| 6 marca 2011 | Deportivo Pereira - Atlético Huila 0:0 |
| 6 marca 2011 | Real Cartagena - Independiente Medellín 2:0 Rafael Enrique Pérez 69g, Edison Palomino 79                                                       |
| 6 marca 2011 | Tolima Ibagué - Once Caldas 1:3 Félix Noguera 86k - Wason Rentería 58, Alexis Héctor Henríquez 74, Dayro Mauricio Moreno 80                    |

### Apertura 6
| Data          | Mecz |
| ------------- | --- |
| 12 marca 2011 | Independiente Santa Fe - La Equidad Bogotá 1:0 Léider Preciado 90                                                                             |
| 12 marca 2011 | Deportivo Cali - Millonarios FC 0:0 |
| 12 marca 2011 | Independiente Medellín - Tolima Ibagué 3:1 Santiago Tréllez 6, Luís Fernando Mosquera 19k, César Valoyes 51 - Diego Chará 3                   |
| 12 marca 2011 | Once Caldas - Quindío Armenia 5:1 Dayro Mauricio Moreno 9k, 34, 35, Mario Alejandro González 19, Óscar Murillo 71s - Juan Fernando Caicedo 65 |
| 13 marca 2011 | Atlético Junior - Envigado 1:2 Vladimir Hernández 45 - Armando Carrillo 10, Jilmar Angulo 71                                                  |
| 13 marca 2011 | Boyacá Chicó Tunja - Real Cartagena 3:0 Juan Alejandro Mahecha 67, Charles Monsalvo 70, Edwin Móvil 77                                        |
| 13 marca 2011 | Cúcuta - Deportivo Pereira 4:0 Diego Arturo Peralta 24, César Augusto Arias 48, 90, Juan Giovanni García 73k                                  |
| 13 marca 2011 | Itagüí Ditaires - América Cali 1:0 David Córdoba 14                                                                                           |
| 13 marca 2011 | Atlético Huila - Atlético Nacional 1:3 Ayron del Valle 89 - Macnelly Torres 51, Edwin Cardona 75, Yovanny Arrechea 84                         |

### Apertura 7
| Data          | Mecz |
| ------------- | --- |
| 18 marca 2011 | Once Caldas - Deportivo Pereira 2:0 Wason Rentería 31, 64                                                            |
| 19 marca 2011 | Millonarios FC - Itagüí Ditaires 2:1 Edison Toloza 58g, Jefferson Angulo 83 - Cleider Alzáte 14                      |
| 19 marca 2011 | Quindío Armenia - Independiente Medellín 2:1 Juan Fernando Caicedo 59, Carlos Robles 84g - Luís Fernando Mosquera 78 |
| 19 marca 2011 | Atlético Nacional - Cúcuta 3:0 Dorlan Pabón 21, Jhon Valencia 61, Jairo Palomino 79                                  |
| 20 marca 2011 | La Equidad Bogotá - Atlético Junior 3:0 Javier Araújo 10, Juan Gilberto Núñez 39, Dahwling Leudo 50                  |
| 20 marca 2011 | América Cali - Independiente Santa Fe 2:0 Avilés Hurtado 21, William Zapata Brand 57                                 |
| 20 marca 2011 | Real Cartagena - Deportivo Cali 1:1 Luis Rentería 72 - Diego Andrés Álvarez 67                                       |
| 20 marca 2011 | Tolima Ibagué - Boyacá Chicó Tunja 3:1 Gustavo Bolívar 8w, Wílder Medina 71, 73 - John Charria 5k                    |
| 20 marca 2011 | Envigado - Atlético Huila 1:1 Freddy Hurtado 26 - Henry Andrés Rojas 33                                              |

### Apertura 8
| Data          | Mecz |
| ------------- | --- |
| 26 marca 2011 | Itagüí Ditaires - Independiente Santa Fe 2:2 Jorge Andrés Aguirre 20, Jhonnier González 84s - Germán Martín Centurión 58g, Léider Preciado 65g |
| 26 marca 2011 | Atlético Junior - América Cali 1:1 Carlos Bacca 29 - Ronaille Calheira 55                                                                      |
| 26 marca 2011 | Deportivo Cali - Tolima Ibagué 0:2 Wílder Medina 21, Wilmer Parra Cadena 58                                                                    |
| 27 marca 2011 | Independiente Medellín - Deportivo Pereira 2:2 Santiago Tréllez 45, Samuel Antonio Vanegas 69 - Harnold Palacios 45, Harrison Murillo 50       |
| 27 marca 2011 | Millonarios FC - Real Cartagena 3:0 Alejandro Enrique Cichero 10g, Jefferson Angulo 29, Wilson Carpintero 89                                   |
| 27 marca 2011 | Atlético Huila - La Equidad Bogotá 1:1 Erwin Albeiro Carrillo 30 - Johnny Cano 14                                                              |
| 27 marca 2011 | Boyacá Chicó Tunja - Quindío Armenia 2:1 Pedro Macario Pino 8, John Charria 70 - Kevin Benítez 79                                              |
| 27 marca 2011 | Cúcuta - Envigado 1:1 Diego Armando Espinel 76 - Jorge Horacio Serna 60                                                                        |
| 27 marca 2011 | Once Caldas - Atlético Nacional 3:1 Félix Andrés Micolta 28, Wason Rentería 56, Luis Alberto Núñez 78 - Jair Enrique Iglesias 74               |

### Apertura 9
| Data            | Mecz |
| --------------- | --- |
| 2 kwietnia 2011 | Independiente Medellín - Atlético Nacional 2:3 Jaime Alberto Castrillón 32, Luís Fernando Mosquera 70k - Dorlan Pabón 12, Carlos Alveiro Rentería 29, Dorlan Pabón 61                                                                                     |
| 2 kwietnia 2011 | América Cali - Deportivo Cali 2:3 Jorge Ricardo Artigas 3w, Avilés Hurtado 8k - Luis Felipe Chará 11, Gabriel Héctor Fernández 43, Gonzalo Martínez 54k                                                                                                   |
| 2 kwietnia 2011 | Atlético Junior - Real Cartagena 2:0 Juan David Valencia 25, Carlos Bacca 90k |
| 3 kwietnia 2011 | Independiente Santa Fe - Millonarios FC 0:2 Juan Esteban Ortíz 56, Wilson Carpintero 73 |
| 3 kwietnia 2011 | La Equidad Bogotá - Boyacá Chicó Tunja 2:0 Javier Araújo 65, Roberto Polo 88 |
| 3 kwietnia 2011 | Cúcuta - Quindío Armenia 2:0 José Luis Bueno 50, Hayder Palacio 86 |
| 3 kwietnia 2011 | Deportivo Pereira - Once Caldas 1:0 Diego Armando Amaya 57s |
| 3 kwietnia 2011 | Itagüí Ditaires - Envigado 1:1 Álvaro Manga 56w - Jorge Horacio Serna 74k |
| 3 kwietnia 2011 | Atlético Huila - Tolima Ibagué 4:7 Ervin Maturana 15g, Wilson Morelos 45, Jorge Hernando Vidal 45k, Ayron del Valle 76k - Wilmer Parra Cadena 8, 31, Wílder Medina 21, Julián Hurtado 25g, Walden Alexis Vargas 29s, Christian Marrugo 37, Diego Chará 79 |

### Apertura 10
| Data             | Mecz                                                                                               |
| ---------------- | -------------------------------------------------------------------------------------------------- |
| 6 kwietnia 2011  | Atlético Nacional - Independiente Medellín 1:0 Macnelly Torres 76                                  |
| 6 kwietnia 2011  | La Equidad Bogotá - Cúcuta 1:1 Dahwling Leudo 28 - Breyner Bonilla 89                              |
| 6 kwietnia 2011  | América Cali - Atlético Huila 2:1 Avilés Hurtado 81k, Duván Zapata 86 - Wilson Morelos 52          |
| 6 kwietnia 2011  | Deportivo Pereira - Boyacá Chicó Tunja 0:1 Carlos Fernando Navarro Montoya 35                      |
| 6 kwietnia 2011  | Real Cartagena - Itagüí Ditaires 2:0 Jorge Emanuel Molina 9, Edison Palomino 24                    |
| 6 kwietnia 2011  | Envigado - Once Caldas 2:1 Jorge Horacio Serna 27, Luis Alexander Mosquera 86g - Wason Rentería 46 |
| 6 kwietnia 2011  | Tolima Ibagué - Millonarios FC 1:0 Félix Noguera 71k                                               |
| 20 kwietnia 2011 | Quindío Armenia - Deportivo Cali 0:1 Andrés Ramiro Escobar Díaz 59                                 |
| 20 kwietnia 2011 | Independiente Santa Fe - Atlético Junior 2:0 Óscar Rodas 31, Mario Efraín Gómez 60                 |

### Apertura 11
| Data             | Mecz |
| ---------------- | --- |
| 9 kwietnia 2011  | Millonarios FC - Quindío Armenia 5:0 Edison Toloza 3, 65, Carlos Alberto Preciado 13, Rafael Robayo 50g, Omar Andrés Rodríguez 74 |
| 9 kwietnia 2011  | Real Cartagena - Tolima Ibagué 2:1 José Manuel Najera 45k, Jorge Emanuel Molina 67w - Wílder Medina 13                            |
| 9 kwietnia 2011  | Boyacá Chicó Tunja - Atlético Nacional 2:1 Avimiled Rivas 25k, Grenddy Adrián Perozo 62g - Víctor Ibarbo 54g                      |
| 9 kwietnia 2011  | Deportivo Cali - Deportivo Pereira 2:1 Jonathan Álvarez 63, Diego Andrés Álvarez 65 - Fernando Cárdenas 54                        |
| 10 kwietnia 2011 | Independiente Medellín - Envigado 1:2 Jhon Edward Hernández 90w - Neider Morantes 18k, Armando Carrillo 28                        |
| 10 kwietnia 2011 | Atlético Huila - Independiente Santa Fe 2:0 Ervin Maturana 14g, Wilson Morelos 30                                                 |
| 10 kwietnia 2011 | Itagüí Ditaires - Atlético Junior 3:0 David Córdoba 18, Jorge Andrés Aguirre 23, Elkin Serrano 31g                                |
| 10 kwietnia 2011 | Once Caldas - La Equidad Bogotá 0:1 Dahwling Leudo 48                                                                             |
| 10 kwietnia 2011 | Cúcuta - América Cali 0:0 |

### Apertura 12
| Data             | Mecz |
| ---------------- | --- |
| 15 kwietnia 2011 | La Equidad Bogotá - Independiente Medellín 5:0 Dager Palacios 45, Dahwling Leudo 51, Hugo Emilio Soto 59, Juan Gilberto Núñez 67, Dahwling Leudo 76 |
| 16 kwietnia 2011 | América Cali - Once Caldas 2:1 William Zapata Brand 3, 79 - Wason Rentería 40                                                                       |
| 16 kwietnia 2011 | Independiente Santa Fe - Cúcuta 3:1 Gerardo Bedoya 21w, 85w, Alejandro Bernal 35 - Diego Arturo Peralta 7                                           |
| 17 kwietnia 2011 | Atlético Nacional - Deportivo Cali 2:1 Macnelly Torres 4, Román Torres 13g - Diego Andrés Álvarez 36g                                               |
| 17 kwietnia 2011 | Quindío Armenia - Real Cartagena 2:1 Juan Fernando Caicedo 64, Aldair Murillo 85 - Edison Palomino 36                                               |
| 17 kwietnia 2011 | Tolima Ibagué - Itagüí Ditaires 0:0 |
| 17 kwietnia 2011 | Deportivo Pereira - Millonarios FC 1:2 Carlos Villagra 21k - Edison Toloza 42, Luís Fernando Mosquera 85                                            |
| 17 kwietnia 2011 | Envigado - Boyacá Chicó Tunja 2:1 Jorge Horacio Serna 27, Luis Alexander Mosquera 88 - Pedro Macario Pino 59                                        |
| 17 kwietnia 2011 | Atlético Junior - Atlético Huila 3:0 Carlos Bacca 45, 77, Brayner García 59                                                                         |

### Apertura 13
| Data             | Mecz |
| ---------------- | --- |
| 23 kwietnia 2011 | Independiente Medellín - América Cali 1:0 Jaime Alberto Castrillón 55                                                                                       |
| 23 kwietnia 2011 | Cúcuta - Atlético Junior 0:0 |
| 23 kwietnia 2011 | Deportivo Cali - Envigado 3:2 Diego Andrés Álvarez 4, 63, Hernán Burbano 59 - Freddy Hurtado 67, Nelson Lemus 76                                            |
| 24 kwietnia 2011 | Millonarios FC - Atlético Nacional 1:2 Mayer Candelo 45k - Dorlan Pabón 28k, Yovanny Arrechea 85                                                            |
| 24 kwietnia 2011 | Real Cartagena - Deportivo Pereira 2:2 José Manuel Najera 30, Orlando Enrique Osorio 44 - Carlos Rodas 40, Francisco Antonio Córdoba 71                     |
| 24 kwietnia 2011 | Boyacá Chicó Tunja - La Equidad Bogotá 1:2 Luis Hernando Mena 85 - Dager Palacios 55g, Gabriel Enrique Gómez 68k                                            |
| 24 kwietnia 2011 | Tolima Ibagué - Quindío Armenia 0:0 |
| 24 kwietnia 2011 | Itagüí Ditaires - Atlético Huila 3:3 Mauricio Gómez Pérez 7g, 9, Jhonny Alexander Vásquez 57 - José Moreno 34k, Jorge Hernando Vidal 77, Jeison Quiñónez 89 |
| 24 kwietnia 2011 | Once Caldas - Independiente Santa Fe 2:2 Carlos Carbonero 18g, Arnulfo Valentierra 90k - Óscar Rodas 21, Mario Efraín Gómez 34                              |

### Apertura 14
| Data             | Mecz |
| ---------------- | --- |
| 30 kwietnia 2011 | América Cali - Boyacá Chicó Tunja 2:1 William Zapata Brand 32, Ronaille Calheira 74g - John Charria 27k                      |
| 30 kwietnia 2011 | Deportivo Pereira - Tolima Ibagué 2:2 Carlos Villagra 57g, Francisco Antonio Córdoba 90 - Wílder Medina 35, Wílder Medina 67 |
| 30 kwietnia 2011 | Envigado - Millonarios FC 2:0 Neider Morantes 15, 27k                                                                        |
| 30 kwietnia 2011 | Atlético Junior - Once Caldas 1:2 Carlos Bacca 87 - Félix Andrés Micolta 35, Carlos Carbonero 59                             |
| 30 kwietnia 2011 | La Equidad Bogotá - Deportivo Cali 1:2 Javier Araújo 57 - Gonzalo Martínez 23k, Gabriel Héctor Fernández 60                  |
| 1 maja 2011      | Quindío Armenia - Itagüí Ditaires 2:1 Aldair Murillo 30, Martín Esteban Morales 57k - Mauricio Gómez Pérez 42                |
| 1 maja 2011      | Atlético Nacional - Real Cartagena 1:1 Dorlan Pabón 84g - Jorge Emanuel Molina 77w                                           |
| 1 maja 2011      | Atlético Huila - Cúcuta 1:1 Amílcar Henríquez 56 - Santiago Malano 87                                                        |
| 1 maja 2011      | Independiente Santa Fe - Independiente Medellín 1:0 Mario Efraín Gómez 48                                                    |

### Apertura 15
| Data        | Mecz |
| ----------- | --- |
| 7 maja 2011 | Independiente Medellín - Atlético Junior 0:0 |
| 7 maja 2011 | Itagüí Ditaires - Cúcuta 1:1 Lionard Pajoy 15 - Breyner Bonilla 55 |
| 7 maja 2011 | Real Cartagena - Envigado 1:1 Luis Rentería 45 - Armando Carrillo 38 |
| 7 maja 2011 | Deportivo Cali - América Cali 0:1 Jorge Ricardo Artigas 59 |
| 7 maja 2011 | Tolima Ibagué - Atlético Nacional 5:0 Danny Santoya 6, Félix Noguera 17k, 30k, Christian Marrugo 21, Wílder Medina 45k                                                             |
| 8 maja 2011 | Boyacá Chicó Tunja - Independiente Santa Fe 3:2 Charles Monsalvo 1, Avimiled Rivas 23, Grenddy Adrián Perozo 90g - Óscar Rodas 7, Sergio Galván Rey 58g                            |
| 8 maja 2011 | Quindío Armenia - Deportivo Pereira 4:3 Jhon Edwar Valoy 22, Kevin Benítez 45, William Tesillo 50, Juan Fernando Caicedo 65 - Carlos Villagra 35, 48k, José Heriberto Izquierdo 84 |
| 8 maja 2011 | Millonarios FC - La Equidad Bogotá 3:2 Edison Toloza 52g, Juan Domínguez 54, Wilson Carpintero 90 - Hugo Emilio Soto 37g, Javier Araújo 75                                         |
| 8 maja 2011 | Once Caldas - Atlético Huila 2:1 Matías Mirabaje 4, Wason Rentería 81 - Ayron del Valle 67                                                                                         |

### Apertura 16
| Data         | Mecz |
| ------------ | --- |
| 11 maja 2011 | Atlético Nacional - Quindío Armenia 2:2 Carlos Alveiro Rentería 42g, Víctor Ibarbo 61 - Martín Esteban Morales 8k, Kevin Benítez 14 |
| 11 maja 2011 | Deportivo Pereira - Itagüí Ditaires 0:2 Lionard Pajoy 15, David Córdoba 50                                                          |
| 11 maja 2011 | Atlético Huila - Independiente Medellín 2:0 Henry Andrés Rojas 53, Wilson Morelos 90                                                |
| 11 maja 2011 | Atlético Junior - Boyacá Chicó Tunja 1:2 Víctor Cortés 45 - Charles Monsalvo 14, Jhonny Ramírez 38                                  |
| 11 maja 2011 | Envigado - Tolima Ibagué 0:0 |
| 11 maja 2011 | La Equidad Bogotá - Real Cartagena 0:0                                                                                              |
| 12 maja 2011 | América Cali - Millonarios FC 1:1 Jorge Ricardo Artigas 43 - Edison Toloza 61                                                       |
| 12 maja 2011 | Cúcuta - Once Caldas 1:1 Juan Giovanni García 16g - Breyner Bonilla 68s                                                             |
| 12 maja 2011 | Independiente Santa Fe - Deportivo Cali 1:1 Óscar Rodas 65 - Cristián Lazo 16                                                       |

### Apertura 17
| Data         | Mecz |
| ------------ | --- |
| 14 maja 2011 | Boyacá Chicó Tunja - Atlético Huila 3:0 Luis Hernando Mena 68, 88, Jhonny Ramírez 73                                                       |
| 14 maja 2011 | Itagüí Ditaires - Once Caldas 0:1 Wilson Mena Asprilla 1                                                                                   |
| 14 maja 2011 | Deportivo Pereira - Atlético Nacional 0:2 Carlos Alveiro Rentería 23, 60                                                                   |
| 14 maja 2011 | Tolima Ibagué - La Equidad Bogotá 2:0 Roberto Carlos Gamarra 23, Christian Marrugo 72                                                      |
| 15 maja 2011 | Quindío Armenia - Envigado 3:3 Juan Fernando Caicedo 52, 68g, Kevin Benítez 64 - Neider Morantes 10k, Armando Carrillo 31, Eder Muniver 50 |
| 15 maja 2011 | Independiente Medellín - Cúcuta 2:3 Jefferson Mena 36g, Juan José Pereira 90 - Santiago Malano 6, 7g, Dayron Alejandro Pérez 68            |
| 15 maja 2011 | Millonarios FC - Independiente Santa Fe 1:1 Rafael Robayo 90 - Óscar Rodas 45                                                              |
| 15 maja 2011 | Real Cartagena - América Cali 3:0 David Macalister Silva 36, Jorge Emanuel Molina 46, 82g                                                  |
| 15 maja 2011 | Deportivo Cali - Atlético Junior 1:0 César Amaya 35                                                                                        |

### Apertura 18
| Data         | Mecz |
| ------------ | --- |
| 21 maja 2011 | América Cali - Tolima Ibagué 2:3 Jaime Córdoba 52, 87 - Roberto Carlos Gamarra 17, 47, Luis Alberto Closa 90                                                               |
| 21 maja 2011 | Atlético Huila - Deportivo Cali 1:4 Henry Andrés Rojas 39 - Diego Andrés Álvarez 31g, Luis Antonio Calderón 41, Gabriel Héctor Fernández 87, Andrés Ramiro Escobar Díaz 90 |
| 21 maja 2011 | Atlético Junior - Millonarios FC 3:2 Carlos Bacca 11g, 34k, Brayner García 90 - Elkin Blanco 47, Luís Fernando Mosquera 80                                                 |
| 21 maja 2011 | Atlético Nacional - Itagüí Ditaires 3:1 Carlos Alveiro Rentería 2, Edwin Cardona 36w, 51 - Néstor Salazar 53                                                               |
| 21 maja 2011 | Cúcuta - Boyacá Chicó Tunja 1:0 Donald Diego Millán 87k |
| 21 maja 2011 | Envigado - Deportivo Pereira 2:0 Carlos Álvarez 66g, Freddy Hurtado 90w |
| 21 maja 2011 | Independiente Santa Fe - Real Cartagena 1:0 Sergio Galván Rey 13 |
| 21 maja 2011 | La Equidad Bogotá - Quindío Armenia 1:0 Roberto Polo 30 |
| 21 maja 2011 | Once Caldas - Independiente Medellín 1:0 Jefferson Mena 40s |

### Tabela końcowa turnieju Apertura 2011
| Poz | Klub                   | Mecze | Zw | Rem | Por | Pkt | BrZd | BrStr |
| --- | ---------------------- | ----- | -- | --- | --- | --- | ---- | ----- |
| 1   | Once Caldas            | 18    | 11 | 3   | 4   | 36  | 32   | 17    |
| 2   | Tolima Ibagué          | 18    | 10 | 4   | 4   | 34  | 35   | 21    |
| 3   | Atlético Nacional      | 18    | 10 | 3   | 5   | 33  | 33   | 27    |
| 4   | Envigado               | 18    | 8  | 8   | 2   | 32  | 30   | 21    |
| 5   | La Equidad Bogotá      | 18    | 8  | 5   | 5   | 29  | 23   | 14    |
| 6   | Millonarios FC         | 18    | 8  | 4   | 6   | 28  | 31   | 23    |
| 7   | Deportivo Cali         | 18    | 8  | 3   | 7   | 27  | 21   | 24    |
| 8   | Cúcuta                 | 18    | 6  | 8   | 4   | 26  | 22   | 19    |
| 9   | Boyacá Chicó Tunja     | 18    | 8  | 1   | 9   | 25  | 25   | 24    |
| 10  | Quindío Armenia        | 18    | 7  | 4   | 7   | 25  | 22   | 29    |
| 11  | Itagüí Ditaires        | 18    | 6  | 6   | 6   | 24  | 24   | 23    |
| 12  | América Cali           | 18    | 7  | 3   | 8   | 24  | 23   | 25    |
| 13  | Real Cartagena         | 18    | 6  | 5   | 7   | 23  | 24   | 25    |
| 14  | Independiente Santa Fe | 18    | 5  | 6   | 7   | 21  | 18   | 22    |
| 15  | Atlético Junior        | 18    | 5  | 4   | 9   | 19  | 19   | 28    |
| 16  | Atlético Huila         | 18    | 4  | 5   | 9   | 17  | 25   | 36    |
| 17  | Independiente Medellín | 18    | 4  | 3   | 11  | 15  | 19   | 30    |
| 18  | Deportivo Pereira      | 18    | 1  | 5   | 12  | 8   | 16   | 34    |

### Ćwierćfinał
| Data         | Mecz |
| ------------ | --- |
| 25 maja 2011 | Deportivo Cali - Atlético Nacional 1:0 Bréiner Belalcázar 38                                                   |
| 25 maja 2011 | Cúcuta - Tolima Ibagué 1:3 Donald Diego Millán 47k - Danny Santoya 35, Julián Hurtado 58, Christian Marrugo 66 |
| 26 maja 2011 | La Equidad Bogotá - Envigado 1:0 Javier Araújo 80g                                                             |
| 26 maja 2011 | Millonarios FC - Once Caldas 1:0 Mayer Candelo 19                                                              |
| 28 maja 2011 | Tolima Ibagué - Cúcuta 1:1 Wilmer Parra Cadena 90 - Santiago Malano 1                                          |
| 29 maja 2011 | Envigado - La Equidad Bogotá 1:1 Jorge Horacio Serna 43 - Hannyer Mosquera 45w                                 |
| 29 maja 2011 | Once Caldas - Millonarios FC 1:0, karne 4:5 Wason Rentería 20                                                  |
| 31 maja 2011 | Atlético Nacional - Deportivo Cali 2:1, karne 4:1 Dorlan Pabón 15, Jairo Patiño 89 - Jarol Enrique Martínez 57 |

### Półfinał
| Data           | Mecz |
| -------------- | --- |
| 4 czerwca 2011 | Millonarios FC - La Equidad Bogotá 2:2 Omar Andrés Rodríguez 41w, Edison Toloza 89k - Roberto Polo 18k, Javier Araújo 73 |
| 5 czerwca 2011 | Atlético Nacional - Tolima Ibagué 3:1 Dorlan Pabón 17, 48, Jairo Palomino 85g - Wilmer Parra Cadena 52                   |
| 8 czerwca 2011 | La Equidad Bogotá - Millonarios FC 2:1 Wilberto Cosme 49, 79 - Edison Toloza 86w                                         |
| 8 czerwca 2011 | Tolima Ibagué - Atlético Nacional 1:0 Darío Alberto Bustos 40k                                                           |

### Apertura Finalisima
| La Equidad Bogotá - Atlético Nacional 2:1 i 1:2, karne 2:3 |
| 12 czerwca 2011 La Equidad Bogotá - Atlético Nacional 2:1 (1:1) Sędzia: Albert Duarte Bramki: 0:1 Carlos Alveiro Rentería 6, 1:1 Juan Gilberto Núñez 45, 2:1 Edwin Rivas 61 Club Deportivo La Equidad (trener Alexis García): Germán Martín Caffa - Edwin Rivas, Hannyer Mosquera, Hugo Emilio Soto, Marco Antonio Canchila - Dahwling Leudo, Javier Araújo (86 Eduar Zea), Juan Gilberto Núñez, Dager Palacios - Wilberto Cosme (71 Darwin Andrade), Roberto Polo (77 Luis Alfredo Yanes). Rezerwowi: Carlos Bejarano, Eduar Zea, Darwin Andrade, Félix Antonio García, Luis Alfredo Yanes Corporación Deportiva Club Atlético Nacional (trener Santiago Escobar Saldarriaga): Gastón Fernando Pezzuti - Edgar Alonso Zapata, Stephen Barrientos, Víctor Giraldo, Danny Aguilar - Jairo Patiño, Víctor Ibarbo, Macnelly Torres, Jairo Palomino, Sebastián Pérez Cardona - Stheffan Medina, Carlos Alveiro Rentería, Orlando Berrío, Dorlan Pabón. Rezerwowi: Franco Armani, Stheffan Medina, Víctor Ibarbo, Juan Carlos Duque, Orlando Berrío. |
| 18 czerwca 2011 Atlético Nacional - La Equidad Bogotá 2:1 (1:0), karne 3:2 Sędzia: Imer Machado Bramki: 1:0 Dorlan Pabón 43, 2:0 Carlos Alveiro Rentería 79 - Roberto Polo 90 Karne: (0:0) Roberto Polo, 1:0 Dorlan Pabón, (1:0) Wilberto Cosme, (1:0) Macnelly Torres, 1:1 Hannyer Mosquera, 2:1 Danny Aguilar, 2:2 Luis Alfredo Yanes, 3:2 Jairo Patiño, (3:2) Javier Araújo Corporación Deportiva Club Atlético Nacional (trener Santiago Escobar Saldarriaga): Gastón Fernando Pezzuti - Edgar Alonso Zapata, Stephen Barrientos, Víctor Giraldo, Danny Aguilar - Víctor Ibarbo, Macnelly Torres, Jairo Palomino (85 Sebastián Pérez Cardona), Jhon Valencia (77 Jairo Patiño) - Carlos Alveiro Rentería (83 Orlando Berrío), Dorlan Pabón. Rezerwowi: Franco Armani, Jairo Patiño, Edwin Cardona, Sebastián Pérez Cardona, Orlando Berrío Club Deportivo La Equidad (trener Alexis García): Diego Novoa - Edwin Rivas, Hannyer Mosquera, Hugo Emilio Soto, Marco Antonio Canchila (57 Félix Antonio García) - Darwin Andrade (51 Roberto Polo), Dahwling Leudo, Javier Araújo (83 Juan Gilberto Núñez), Luis Alfredo Yanes, Dager Palacios - Wilberto Cosme. Rezerwowi: Germán Martín Caffa, Félix Antonio García, Johnny Cano, Luis Alfredo Yanes, Roberto Polo |

Mistrzem Kolumbii turnieju Apertura został klub Atlético Nacional, natomiast wicemistrzem - klub La Equidad Bogotá.

## Torneo Finalización 2011

### Finalización 1
| Data                | Mecz |
| ------------------- | --- |
| 26 sierpnia 2011    | Independiente Medellín - Itagüí Ditaires 1:0 Santiago Tréllez 80                                                               |
| 27 sierpnia 2011    | Cúcuta - Deportivo Cali 0:1 Gustavo Biscayzacú 44w                                                                             |
| 27 sierpnia 2011    | Independiente Santa Fe - Tolima Ibagué 3:0 Óscar Rodas 24, 42, Luis Manuel Seijas 32                                           |
| 27 sierpnia 2011    | Envigado - Atlético Nacional 1:3 Jorge Horacio Serna 28 - Edwin Cardona 3, Carlos Alveiro Rentería 63, Diego Andrés Álvarez 90 |
| 28 sierpnia 2011    | Atlético Junior - Real Cartagena 0:3 David Macalister Silva 35, Jhon Edison Hernández 40, Edison Palomino 65                   |
| 28 sierpnia 2011    | Once Caldas - Boyacá Chicó Tunja 3:1 José Moreno 12k, 50g, Jefferson Cuero 15 - José Erik Correa 13                            |
| 28 sierpnia 2011    | Atlético Huila - Millonarios FC 2:1 Jhonnier González 18, Andrés Andrade 26 - Nelson Ramos 38k                                 |
| 28 sierpnia 2011    | La Equidad Bogotá - Deportivo Pereira 0:2 Germán Ezequiel Cano 47, Jhon Eduis Viáfara 76                                       |
| 8 października 2011 | América Cali - Quindío Armenia 1:0 Jairo Fernando Castillo 12                                                                  |

### Finalización 2
| Data                | Mecz |
| ------------------- | --- |
| 31 sierpnia 2011    | Deportivo Cali - Once Caldas 1:1 César Amaya 12g - José Moreno 6k                                                      |
| 31 sierpnia 2011    | Itagüí Ditaires - Envigado 1:1 Lionard Pajoy 50 - Neider Morantes 14k                                                  |
| 31 sierpnia 2011    | Quindío Armenia - Independiente Santa Fe 3:1 Hilton Murillo 14, Hamilton Ricard 44, Aldair Murillo 64 - Óscar Rodas 34 |
| 31 sierpnia 2011    | Tolima Ibagué - Atlético Junior 0:0                                                                                    |
| 31 sierpnia 2011    | Deportivo Pereira - América Cali 1:1 Germán Ezequiel Cano 58g - Jorge Ricardo Artigas 63                               |
| 31 sierpnia 2011    | Atlético Nacional - La Equidad Bogotá 1:2 Carlos Alveiro Rentería 88 - Juan Gilberto Núñez 62, Dahwling Leudo 70       |
| 1 września 2011     | Millonarios FC - Cúcuta 1:1 Erik Andrés Moreno 6 - Francisco Delgado Zúñiga 43                                         |
| 1 września 2011     | Real Cartagena - Atlético Huila 2:1 Edison Palomino 50, David Macalister Silva 59 - Jeison Quiñónez 90                 |
| 9 października 2011 | Boyacá Chicó Tunja - Independiente Medellín 0:0                                                                        |

### Finalización 3
| Data            | Mecz |
| --------------- | --- |
| 3 września 2011 | Itagüí Ditaires - Boyacá Chicó Tunja 1:1 Edwards Jiménez 22k - Charles Monsalvo 75                                                            |
| 3 września 2011 | La Equidad Bogotá - Envigado 0:2 Neider Morantes 45k, Armando Carrillo 90                                                                     |
| 3 września 2011 | América Cali - Atlético Nacional 2:4 Jorge Ricardo Artigas 56g, Andrés Cadavid 58 - Dorlan Pabón 36, 48w, Avilés Hurtado 60, Jhon Valencia 90 |
| 3 września 2011 | Atlético Junior - Quindío Armenia 4:0 Víctor Cortés 8g, 16g, 69k, Carlos Bacca 71                                                             |
| 3 września 2011 | Independiente Santa Fe - Deportivo Pereira 0:0                                                                                                |
| 4 września 2011 | Cúcuta - Real Cartagena 3:2 Francisco Delgado Zúñiga 31w, Harold Reina 45g, Tommy Tobar 72g - Jorge Emanuel Molina 33g, José Manuel Najera 74 |
| 4 września 2011 | Once Caldas - Millonarios FC 0:1 José Luis Tancredi 75                                                                                        |
| 4 września 2011 | Atlético Huila - Tolima Ibagué 1:0 Ronaille Calheira 25                                                                                       |
| 4 września 2011 | Independiente Medellín - Deportivo Cali 3:0 Iván José Velásquez 4, Jaime Alberto Castrillón 42, Santiago Tréllez 90                           |

### Finalización 4
| Data             | Mecz |
| ---------------- | --- |
| 9 września 2011  | Envigado - América Cali 1:1 Jorge Horacio Serna 22 - Mario Sergio Angulo 74                                               |
| 10 września 2011 | Quindío Armenia - Atlético Huila 2:1 Hilton Murillo 52, 86 - César Augusto Hinestroza 59w                                 |
| 10 września 2011 | La Equidad Bogotá - Itagüí Ditaires 0:2 Efraín Viáfara Molina 58, David Córdoba 82k                                       |
| 10 września 2011 | Deportivo Cali - Boyacá Chicó Tunja 2:2 Hernán Burbano 43w, César Amaya 76 - Jhon Jairo Montaño 46w, Johnny Mostasilla 90 |
| 10 września 2011 | Real Cartagena - Once Caldas 1:1 Edison Palomino 20 - Ayron del Valle 35k                                                 |
| 11 września 2011 | Atlético Nacional - Independiente Santa Fe 1:1 Jonathan Álvarez 13 - Omar Sebastián Pérez 69                              |
| 11 września 2011 | Tolima Ibagué - Cúcuta 2:1 Danny Santoya 17, 68 - Hayder Palacio 89                                                       |
| 11 września 2011 | Deportivo Pereira - Atlético Junior 1:2 Germán Ezequiel Cano 41 - Víctor Cortés 49, 54                                    |
| 11 września 2011 | Millonarios FC - Independiente Medellín 1:1 Rafael Robayo 80 - Jaime Alberto Castrillón 27                                |

### Finalización 5
| Data                 | Mecz |
| -------------------- | --- |
| 13 września 2011     | Independiente Santa Fe - Envigado 2:1 Mario Efraín Gómez 18, Juan Guillermo Vélez 36 - Jorge Horacio Serna 71k                                                                       |
| 14 września 2011     | Itagüí Ditaires - Deportivo Cali 2:1 David Córdoba 28, Luis Antonio Calderón 90s - Yairo Yau 65                                                                                      |
| 14 września 2011     | Atlético Huila - Deportivo Pereira 1:1 Jeison Quiñónez 26k - Jhon Eduis Viáfara 14                                                                                                   |
| 14 września 2011     | Atlético Junior - Atlético Nacional 1:1 Carlos Bacca 52 - Carlos Alveiro Rentería 11                                                                                                 |
| 14 września 2011     | Cúcuta - Quindío Armenia 1:1 Tommy Tobar 31g - Andrés Formento 85 |
| 14 września 2011     | Independiente Medellín - Real Cartagena 4:1 Humberto Antonio Mendoza 10s, Luís Fernando Mosquera 29, Luis Carlos Arias 70, Jaime Alberto Castrillón 79 - Juan Alejandro González 60g |
| 14 września 2011     | Once Caldas - Tolima Ibagué 2:2 Ayron del Valle 71k, Harrison Henao 75 - Gerardo Vallejo 16, Wílder Medina 73                                                                        |
| 15 września 2011     | Boyacá Chicó Tunja - Millonarios FC 1:0 José Erik Correa 35 |
| 26 października 2011 | América Cali - La Equidad Bogotá 1:1 Jairo Fernando Castillo 29 - Dager Palacios 39                                                                                                  |

### Finalización 6
| Data             | Mecz |
| ---------------- | --- |
| 17 września 2011 | Deportivo Pereira - Cúcuta 2:1 Germán Ezequiel Cano 8, Harrison Murillo 74 - Harold Reina 53                          |
| 17 września 2011 | Envigado - Atlético Junior 2:0 Jorge Horacio Serna 29k, Mauricio González Villa 83                                    |
| 17 września 2011 | Tolima Ibagué - Independiente Medellín 2:0 Wílder Medina 49g, 76                                                      |
| 17 września 2011 | América Cali - Itagüí Ditaires 2:1 Jorge Ricardo Artigas 45k, Gerson González 90w - David Córdoba 76k                 |
| 17 września 2011 | Atlético Nacional - Atlético Huila 1:2 Edwin Cardona 54g - Sebastián Hernández 6, Wilson Morelos 34k                  |
| 18 września 2011 | La Equidad Bogotá - Independiente Santa Fe 2:1 Roberto Polo 10, Wilberto Cosme 55 - Juan Guillermo Vélez 45           |
| 18 września 2011 | Real Cartagena - Boyacá Chicó Tunja 0:1 Edwin Móvil 66                                                                |
| 18 września 2011 | Quindío Armenia - Once Caldas 2:0 Hilton Murillo 1, William Tesillo 26                                                |
| 18 września 2011 | Millonarios FC - Deportivo Cali 3:1 Edison Toloza 3, Pedro Camilo Franco 61, Mayer Candelo 77 - Bréiner Belalcázar 58 |

### Finalización 7
| Data                 | Mecz |
| -------------------- | --- |
| 21 września 2011     | Itagüí Ditaires - Millonarios FC 2:1 Lionard Pajoy 43, Andrés Correa Osorio 83 - Edison Toloza 72               |
| 21 września 2011     | Atlético Huila - Envigado 1:0 Ronaille Calheira 48                                                              |
| 21 września 2011     | Boyacá Chicó Tunja - Tolima Ibagué 1:0 Charles Monsalvo 57                                                      |
| 21 września 2011     | Cúcuta - Atlético Nacional 0:0                                                                                  |
| 21 września 2011     | Deportivo Cali - Real Cartagena 1:0 César Amaya 41                                                              |
| 21 września 2011     | Independiente Medellín - Quindío Armenia 1:2 Luís Fernando Mosquera 86 - Jhon Edwar Valoy 8, Andrés Formento 88 |
| 21 września 2011     | Once Caldas - Deportivo Pereira 1:1 José Moreno 80 - Germán Ezequiel Cano 76                                    |
| 22 września 2011     | Atlético Junior - La Equidad Bogotá 3:0 Armando Nieves 51, Carlos Bacca 59k, 88                                 |
| 12 października 2011 | Independiente Santa Fe - América Cali 0:1 Jairo Fernando Castillo 18                                            |

### Finalización 8
| Data             | Mecz |
| ---------------- | --- |
| 24 września 2011 | Quindío Armenia - Boyacá Chicó Tunja 2:2 Andrés Formento 14, Hamilton Ricard 90g - Charles Monsalvo 18, José Erik Correa 35                            |
| 24 września 2011 | Real Cartagena - Millonarios FC 3:2 Humberto Antonio Mendoza 28g, Juan Alejandro González 55, Jhon Edison Hernández 68 - Edison Toloza 36, 89          |
| 24 września 2011 | Atlético Nacional - Once Caldas 2:1 Elkin Darío Calle 44s, Dorlan Pabón 72 - John Pajoy 3                                                              |
| 25 września 2011 | Envigado - Cúcuta 1:1 Juan Fernando Quintero 55w - Breyner Bonilla 62g                                                                                 |
| 25 września 2011 | Tolima Ibagué - Deportivo Cali 3:1 Wílder Medina 17, 90, Danny Santoya 45 - Antonhy Tapia 55                                                           |
| 25 września 2011 | Deportivo Pereira - Independiente Medellín 2:2 Jhon Eduis Viáfara 46g, Diego Daniel Vera 77 - Luís Fernando Mosquera 68w, Felipe Pardo 90              |
| 25 września 2011 | Independiente Santa Fe - Itagüí Ditaires 3:2 Omar Sebastián Pérez 26, Gerardo Bedoya 45w, Óscar Rodas 59 - Efraín Viáfara Molina 37, Lionard Pajoy 69k |
| 25 września 2011 | América Cali - Atlético Junior 0:1 Carlos Bacca 7 |
| 25 września 2011 | La Equidad Bogotá - Atlético Huila 1:1 Javier Araújo 87w - Milton Fabián Rodríguez 20                                                                  |

### Finalización 9
| Data             | Mecz |
| ---------------- | --- |
| 28 września 2011 | Envigado - Itagüí Ditaires 2:0 Jhon Enrique Córdoba 50, Yulián Mejía 69w                                                                              |
| 28 września 2011 | Atlético Nacional - Independiente Medellín 1:1 Dorlan Pabón 5g - Jaime Alberto Castrillón 20                                                          |
| 28 września 2011 | Tolima Ibagué - Atlético Huila 1:0 Diego Aroldo Cabrera 79                                                                                            |
| 28 września 2011 | Deportivo Cali - América Cali 2:0 Gustavo Biscayzacú 10, 51                                                                                           |
| 28 września 2011 | Deportivo Pereira - Once Caldas 2:3 Elkin Murillo 2, Germán Ezequiel Cano 88 - Jorge Daniel Núñez 51, José Moreno 62, Mario Alejandro González 90     |
| 28 września 2011 | Millonarios FC - Independiente Santa Fe 2:0 Edison Toloza 18, 59                                                                                      |
| 28 września 2011 | Real Cartagena - Atlético Junior 1:1 Edwin Aguilar 89 - Sherman Cárdenas 5                                                                            |
| 29 września 2011 | Boyacá Chicó Tunja - La Equidad Bogotá 1:0 Charles Monsalvo 79                                                                                        |
| 29 września 2011 | Quindío Armenia - Cúcuta 3:3 Hamilton Ricard 15w, Martín Esteban Morales 35w, Olmes García 57 - William Zapata Brand 21, 82, Diego Armando Espinel 90 |

### Finalización 10
| Data                | Mecz |
| ------------------- | --- |
| 1 października 2011 | Atlético Huila - América Cali 1:2 Milton Fabián Rodríguez 77k - Jorge Ricardo Artigas 45, Paulo César Arango 59                                                               |
| 1 października 2011 | Itagüí Ditaires - Real Cartagena 3:1 Lionard Pajoy 2k, 66, 77k - David Macalister Silva 5                                                                                     |
| 1 października 2011 | Independiente Medellín - Atlético Nacional 0:2 Román Torres 26g, Edwin Cardona 82                                                                                             |
| 1 października 2011 | Millonarios FC - Tolima Ibagué 2:1 Luís Fernando Mosquera 7, Pedro Camilo Franco 35g - Rafael Castillo 39w                                                                    |
| 1 października 2011 | Once Caldas - Envigado 3:2 José Moreno 13, Jefferson Cuero 24, Ayron del Valle 80g - Jhon Enrique Córdoba 4, 66                                                               |
| 2 października 2011 | Cúcuta - La Equidad Bogotá 0:0 |
| 2 października 2011 | Deportivo Cali - Quindío Armenia 1:0 Gustavo Biscayzacú 59g |
| 2 października 2011 | Atlético Junior - Independiente Santa Fe 3:3 Juan David Valencia 30w, Carlos Bacca 37, Víctor Cortés 85g - Gerardo Bedoya 8w, Germán Martín Centurión 58g, Jonathan Copete 90 |
| 2 października 2011 | Boyacá Chicó Tunja - Deportivo Pereira 1:2 Carlos Fernando Navarro Montoya 68 - Jhon Eduis Viáfara 34, Germán Ezequiel Cano 89                                                |

### Finalización 11
| Data                 | Mecz                                                                                               |
| -------------------- | -------------------------------------------------------------------------------------------------- |
| 14 października 2011 | La Equidad Bogotá - Once Caldas 1:1 Wilberto Cosme 1 - Diego Armando Amaya 50                      |
| 15 października 2011 | Tolima Ibagué - Real Cartagena 1:0 Christian Marrugo 28                                            |
| 15 października 2011 | Envigado - Independiente Medellín 1:0 Jhon Enrique Córdoba 22                                      |
| 15 października 2011 | Quindío Armenia - Millonarios FC 3:0 Hamilton Ricard 19, 32, 74                                    |
| 15 października 2011 | América Cali - Cúcuta 3:0 Alex Del Castillo 39, Paulo César Arango 79, Jairo Fernando Castillo 86k |
| 15 października 2011 | Independiente Santa Fe - Atlético Huila 1:0 Jonathan Copete 60                                     |
| 16 października 2011 | Atlético Junior - Itagüí Ditaires 0:0                                                              |
| 16 października 2011 | Deportivo Pereira - Deportivo Cali 0:0                                                             |
| 16 października 2011 | Atlético Nacional - Boyacá Chicó Tunja 1:1 Diego Andrés Álvarez 44 - José Erik Correa 89           |

### Finalización 12
| Data                 | Mecz |
| -------------------- | --- |
| 21 października 2011 | Cúcuta - Independiente Santa Fe 0:1 Gerardo Bedoya 74                                                                                                 |
| 22 października 2011 | Millonarios FC - Deportivo Pereira 0:0 |
| 22 października 2011 | Real Cartagena - Quindío Armenia 3:0 Juan Alejandro González 14, David Macalister Silva 35, Jhonny Hinestroza 42                                      |
| 22 października 2011 | Deportivo Cali - Atlético Nacional 2:1 Gustavo Biscayzacú 63, Carlos Lizarazo 67 - Román Torres 36                                                    |
| 22 października 2011 | Atlético Huila - Atlético Junior 2:3 Ronaille Calheira 31, Sebastián Hernández 57 - Luis Alfonso Páez 22, Juan David Valencia 24, Luis Carlos Ruíz 54 |
| 22 października 2011 | Boyacá Chicó Tunja - Envigado 0:0 |
| 23 października 2011 | Independiente Medellín - La Equidad Bogotá 0:1 Juan Gilberto Núñez 28                                                                                 |
| 23 października 2011 | Itagüí Ditaires - Tolima Ibagué 2:2 David Córdoba 19, Jorge Andrés Aguirre 32 - Rafael Castillo 58, Diego Aroldo Cabrera 68g                          |
| 12 listopada 2011    | Once Caldas - América Cali 4:0 Jorge Daniel Núñez 6, John Pajoy 14, 72, Elkin Darío Calle 43                                                          |

### Finalización 13
| Data             | Mecz |
| ---------------- | --- |
| 1 listopada 2011 | Atlético Huila - Itagüí Ditaires 1:1 Ronaille Calheira 45 - Yesid Mena 78                                             |
| 1 listopada 2011 | Quindío Armenia - Tolima Ibagué 2:1 Andrés Formento 12, Olmes García 51 - Wilmer Parra Cadena 35                      |
| 2 listopada 2011 | Envigado - Deportivo Cali 1:0 Neider Morantes 16                                                                      |
| 2 listopada 2011 | La Equidad Bogotá - Boyacá Chicó Tunja 0:1 Edwin Móvil 90k                                                            |
| 2 listopada 2011 | América Cali - Independiente Medellín 1:2 Jorge Ricardo Artigas 28k - Santiago Tréllez 10, Luís Fernando Mosquera 90w |
| 2 listopada 2011 | Atlético Junior - Cúcuta 2:2 Anselmo Almeida 72, Juan David Valencia 76 - Harold Reina 9, William Zapata Brand 45     |
| 2 listopada 2011 | Atlético Nacional - Millonarios FC 0:2 Luís Fernando Mosquera 8, Edison Toloza 84k                                    |
| 2 listopada 2011 | Deportivo Pereira - Real Cartagena 0:0                                                                                |
| 3 listopada 2011 | Independiente Santa Fe - Once Caldas 1:2 José Adolfo Valencia 41 - John Pajoy 13, Mario Alejandro González 72         |

### Finalización 14
| Data             | Mecz                                                                                        |
| ---------------- | ------------------------------------------------------------------------------------------- |
| 5 listopada 2011 | Itagüí Ditaires - Quindío Armenia 1:0 Lionard Pajoy 14                                      |
| 5 listopada 2011 | Millonarios FC - Envigado 1:0 Edison Toloza 47                                              |
| 5 listopada 2011 | Real Cartagena - Atlético Nacional 0:0                                                      |
| 5 listopada 2011 | Tolima Ibagué - Deportivo Pereira 1:0 Rafael Castillo 81                                    |
| 5 listopada 2011 | Deportivo Cali - La Equidad Bogotá 0:0                                                      |
| 6 listopada 2011 | Boyacá Chicó Tunja - América Cali 1:1 Jhon Jairo Montaño 61w - Jairo Fernando Castillo 56   |
| 6 listopada 2011 | Independiente Medellín - Independiente Santa Fe 1:0 Jaime Alberto Castrillón 53             |
| 6 listopada 2011 | Cúcuta - Atlético Huila 1:0 Juan Ricardo Bazán 34                                           |
| 6 listopada 2011 | Once Caldas - Atlético Junior 1:2 Jefferson Cuero 13 - Norvey Orozco 14, Jossymar Gómez 77w |

### Finalización 15
| Data              | Mecz |
| ----------------- | --- |
| 16 listopada 2011 | Atlético Huila - Once Caldas 1:0 Jean Carlos Blanco 77 |
| 16 listopada 2011 | Envigado - Real Cartagena 2:0 Yulián Mejía 6, Jorge Horacio Serna 42 |
| 16 listopada 2011 | América Cali - Deportivo Cali 0:1 Luis Antonio Calderón 23 |
| 16 listopada 2011 | Atlético Junior - Independiente Medellín 4:3 Vladimir Hernández 44g, Carlos Bacca 67k, 71, Víctor Cortés 74 - Iván José Velásquez 5, Luís Fernando Mosquera 77k, William Arboleda 87 |
| 16 listopada 2011 | Cúcuta - Itagüí Ditaires 1:1 William Zapata Brand 82 - Lionard Pajoy 85 |
| 16 listopada 2011 | Deportivo Pereira - Quindío Armenia 3:0 Germán Ezequiel Cano 20, 72, Julián Barahona 90                                                                                              |
| 16 listopada 2011 | La Equidad Bogotá - Millonarios FC 1:2 Jairo Suárez 25 - Edison Toloza 40, Rafael Robayo 59                                                                                          |
| 17 listopada 2011 | Atlético Nacional - Tolima Ibagué 3:2 Dorlan Pabón 34, 51, Carlos Alveiro Rentería 66g - Julián Hurtado 1, Wilmer Parra Cadena 67                                                    |
| 17 listopada 2011 | Independiente Santa Fe - Boyacá Chicó Tunja 2:0 Germán Martín Centurión 38g, Jonathan Copete 42                                                                                      |

### Finalización 16
| Data              | Mecz |
| ----------------- | --- |
| 19 listopada 2011 | Itagüí Ditaires - Deportivo Pereira 1:0 Lionard Pajoy 56                                                                                                   |
| 19 listopada 2011 | Once Caldas - Cúcuta 5:0 John Pajoy 23, 43, 49, Jorge Daniel Núñez 35k, Jefferson Cuero 85                                                                 |
| 19 listopada 2011 | Millonarios FC - América Cali 2:0 Erik Andrés Moreno 31, Wilson Carpintero 76                                                                              |
| 19 listopada 2011 | Independiente Medellín - Atlético Huila 3:2 Hernán Bertuz 59, Luís Fernando Mosquera 82g, Santiago Tréllez 90 - Sebastián Hernández 55, Wilson Morelos 78k |
| 19 listopada 2011 | Real Cartagena - La Equidad Bogotá 2:1 Humberto Antonio Mendoza 17, 22 - Wilberto Cosme 48                                                                 |
| 20 listopada 2011 | Tolima Ibagué - Envigado 1:2 Diego Aroldo Cabrera 45 - Yulián Mejía 52, Nelson Lemus 61                                                                    |
| 20 listopada 2011 | Deportivo Cali - Independiente Santa Fe 0:0 |
| 20 listopada 2011 | Boyacá Chicó Tunja - Atlético Junior 3:0 Jhonny Ramírez 8, 39w, José Erik Correa 15                                                                        |
| 20 listopada 2011 | Quindío Armenia - Atlético Nacional 2:1 Jhon Edwar Valoy 32g, Hamilton Ricard 34k - Diego Andrés Álvarez 73                                                |

### Finalización 17
| Data              | Mecz |
| ----------------- | --- |
| 23 listopada 2011 | América Cali - Real Cartagena 2:1 Jairo Fernando Castillo 39, Paulo César Arango 89 - Jorge Emanuel Molina 8                              |
| 23 listopada 2011 | Atlético Huila - Boyacá Chicó Tunja 1:1 Milton Fabián Rodríguez 30 - Charles Monsalvo 13                                                  |
| 23 listopada 2011 | Atlético Junior - Deportivo Cali 2:0 Luis Carlos Ruíz 33, 52                                                                              |
| 23 listopada 2011 | Atlético Nacional - Deportivo Pereira 2:2 Dorlan Pabón 9, Diego Andrés Álvarez 36 - Julián Barahona 34k, Martín Ángel Aguirre Schmidt 64g |
| 23 listopada 2011 | Cúcuta - Independiente Medellín 1:2 Tommy Tobar 33 - Jaime Alberto Castrillón 7, Luís Fernando Mosquera 46k                               |
| 23 listopada 2011 | Envigado - Quindío Armenia 1:0 Neider Morantes 36k                                                                                        |
| 23 listopada 2011 | Independiente Santa Fe - Millonarios FC 1:0 Camilo Andrés Vargas 90g                                                                      |
| 23 listopada 2011 | La Equidad Bogotá - Tolima Ibagué 1:1 Hannyer Mosquera 82g - Félix Noguera 73                                                             |
| 23 listopada 2011 | Once Caldas - Itagüí Ditaires 2:0 Mario Alejandro González 56, Jefferson Cuero 69                                                         |

### Finalización 18
| Data              | Mecz |
| ----------------- | --- |
| 27 listopada 2011 | Boyacá Chicó Tunja - Cúcuta 1:1 Nicolás Palacios 29 - Tommy Tobar 88 |
| 27 listopada 2011 | Quindío Armenia - La Equidad Bogotá 1:1 Hamilton Ricard 66g - Eder Castañeda 51s                                                                                                |
| 27 listopada 2011 | Tolima Ibagué - América Cali 1:4 Darío Alberto Bustos 61k - Rubén Darío Bustos 15w, Fernando Cárdenas 51, Jairo Fernando Castillo 54, Andrés Felipe Valencia 66                 |
| 27 listopada 2011 | Deportivo Cali - Atlético Huila 1:2 César Amaya 24 - Andrés Andrade 43, Sebastián Hernández 81g                                                                                 |
| 27 listopada 2011 | Deportivo Pereira - Envigado 4:0 Harrison Murillo 23, Germán Ezequiel Cano 56, Julián Barahona 75k, Anderson Plata 86                                                           |
| 27 listopada 2011 | Independiente Medellín - Once Caldas 3:4 Luís Fernando Mosquera 32, Santiago Tréllez 34g, Jaime Alberto Castrillón 75g - Jefferson Cuero 10, 19, John Pajoy 83, José Moreno 85w |
| 27 listopada 2011 | Itagüí Ditaires - Atlético Nacional 1:0 Lionard Pajoy 70g |
| 27 listopada 2011 | Millonarios FC - Atlético Junior 0:0 |
| 27 listopada 2011 | Real Cartagena - Independiente Santa Fe 1:2 Humberto Antonio Mendoza 8 - Óscar Rodas 50, 90                                                                                     |

### Tabela końcowa turnieju Finalización 2011
| Poz | Klub                   | Mecze | Zw | Rem | Por | Pkt | BrZd | BrStr |
| --- | ---------------------- | ----- | -- | --- | --- | --- | ---- | ----- |
| 1   | Atlético Junior        | 18    | 8  | 7   | 3   | 31  | 28   | 22    |
| 2   | Itagüí Ditaires        | 18    | 8  | 6   | 4   | 30  | 24   | 18    |
| 3   | Once Caldas            | 18    | 8  | 5   | 5   | 29  | 34   | 23    |
| 4   | Millonarios FC         | 18    | 8  | 4   | 6   | 28  | 21   | 17    |
| 5   | Independiente Santa Fe | 18    | 8  | 4   | 6   | 28  | 22   | 19    |
| 6   | Envigado               | 18    | 8  | 4   | 6   | 28  | 20   | 18    |
| 7   | Boyacá Chicó Tunja     | 18    | 6  | 9   | 3   | 27  | 19   | 16    |
| 8   | América Cali           | 18    | 7  | 4   | 7   | 25  | 22   | 24    |
| 9   | Deportivo Pereira      | 18    | 5  | 9   | 4   | 24  | 23   | 16    |
| 10  | Deportivo Cali         | 18    | 6  | 5   | 7   | 23  | 15   | 20    |
| 11  | Atlético Nacional      | 18    | 5  | 7   | 6   | 22  | 24   | 23    |
| 12  | Independiente Medellín | 18    | 6  | 4   | 8   | 22  | 26   | 28    |
| 13  | Atlético Huila         | 18    | 6  | 4   | 8   | 22  | 20   | 22    |
| 14  | Quindío Armenia        | 18    | 7  | 4   | 7   | 22* | 23   | 26    |
| 15  | Tolima Ibagué          | 18    | 6  | 4   | 8   | 22  | 21   | 25    |
| 16  | Real Cartagena         | 18    | 5  | 4   | 9   | 19  | 21   | 25    |
| 17  | La Equidad Bogotá      | 18    | 3  | 7   | 8   | 16  | 12   | 22    |
| 18  | Cúcuta                 | 18    | 2  | 9   | 7   | 15  | 17   | 28    |

- klubowi Quindío Armenia odjęto 3 punkty, gdyż trener drużyny wziął udział w meczu z Atlético Nacional, mimo że był w tym czasie zawieszony

### Ćwierćfinał
| Data           | Mecz |
| -------------- | --- |
| 3 grudnia 2011 | América Cali - Once Caldas 0:0                                                                                               |
| 3 grudnia 2011 | Boyacá Chicó Tunja - Atlético Junior 0:0                                                                                     |
| 4 grudnia 2011 | Envigado - Millonarios FC 2:1 Jhon Enrique Córdoba 12, Neider Morantes 45 - Lewis Ochoa 61                                   |
| 4 grudnia 2011 | Independiente Santa Fe - Itagüí Ditaires 3:2 Yulian Anchico 38g, 60, Alejandro Bernal 80 - Cleider Alzáte 12, 57             |
| 8 grudnia 2011 | Once Caldas - América Cali 2:0 Diego Armando Amaya 81, Ayron del Valle 84g                                                   |
| 8 grudnia 2011 | Atlético Junior - Boyacá Chicó Tunja 2:2 Carlos Bacca 52k, Vladimir Hernández 66 - Johnny Mostasilla 3g, José Erik Correa 11 |
| 8 grudnia 2011 | Millonarios FC - Envigado 2:1, karne 7:6 Alejandro Enrique Cichero 9, Omar Vásquez 25 - Neider Morantes52k                   |
| 8 grudnia 2011 | Itagüí Ditaires - Independiente Santa Fe 0:1 Omar Sebastián Pérez 41w                                                        |

### Półfinał
| Data            | Mecz |
| --------------- | --- |
| 11 grudnia 2011 | Millonarios FC - Atlético Junior 3:0 Erik Andrés Moreno 15, 64, Mayer Candelo 70w                                                                            |
| 11 grudnia 2011 | Once Caldas - Independiente Santa Fe 1:1 José Moreno 41g - Omar Sebastián Pérez 50g                                                                          |
| 14 grudnia 2011 | Atlético Junior - Millonarios FC 3:0, karne 5:4 Juan David Valencia 13w, Vladimir Hernández 27g, Giovanni Hernández 65                                       |
| 14 grudnia 2011 | Independiente Santa Fe - Once Caldas 0:0 mecz przerwany w 6 minucie z powodu deszczu - dokończony następnego dnia                                            |
| 15 grudnia 2011 | Independiente Santa Fe - Once Caldas 1:2 Óscar Rodas 17 - Jorge Daniel Núñez 42, John Pajoy 52 dokończenie brakujących 84 minut meczu przerwanego 14 grudnia |

### Finalización Finalisima
| Atlético Junior - Once Caldas 3:2 i 1:2, karne 4:2 |
| 18 grudnia 2011 Atlético Junior - Once Caldas 3:2 (1:2) Sędzia: Imer Machado Bramki: 0:1 Jorge Daniel Núñez 19w, 0:2 Jorge Daniel Núñez 39, 1:2 Carlos Bacca 44k, 2:2 Vladimir Hernández 53, 3:2 Carlos Bacca 57k Corporación Popular Deportiva Junior (trener José Eugenio Hernández): Carlos Andrés Rodríguez - Juan David Valencia, Brayner García, Jaider Romero, Andrés Felipe González - Giovanni Hernández, Luis Manuel Narváez (21 José Amaya), Vladimir Hernández, Jossymar Gómez (50 Víctor Cortés) - Luis Carlos Ruíz (77 Sherman Cárdenas), Carlos Bacca. Rezerwowi: José Luis Chunga, José Amaya, Sherman Cárdenas, Luis Alfonso Páez, Víctor Cortés Corporación Deportiva Once Caldas (trener Pompilio Páez): Luis Enrique Martínez - David Álvarez Agudelo, Alexis Héctor Henríquez, Elkin Darío Calle, Diego Armando Amaya, Mauricio Ferney Casierra - Harrison Henao, José Moreno, Oliver Fula, Alexander Mejía, Jorge Daniel Núñez - John Pajoy, Jefferson Cuero, Yedinson Palacios. Rezerwowi: Juan Carlos Henao, Yedinson Palacios, Oliver Fula, Ayron del Valle, José Moreno |
| 21 grudnia 2011 Once Caldas - Atlético Junior 2:1 (1:0), karne 2:4 Sędzia: Wilmar Roldán Bramki: 1:0 John Pajoy 45, 1:1 Carlos Bacca 57, 2:1 Guillermo Beltrán 68g Karne: 0:1 Giovanni Hernández, 1:1 Jorge Daniel Núñez, 1:2 Juan David Valencia, (1:2) John Pajoy, 1:3 Sherman Cárdenas, 2:3 Ayron del Valle, 2:4 Luis Alfonso Páez, (2:4) Guillermo Beltrán Corporación Deportiva Once Caldas (trener Pompilio Páez): Juan Carlos Henao - Alexis Héctor Henríquez, Elkin Darío Calle, Mauricio Ferney Casierra, Diego Armando Amaya - Harrison Henao (64 Guillermo Beltrán), Jorge Daniel Núñez, Mario Alejandro González - Ayron del Valle, José Moreno (17 Jefferson Cuero), John Pajoy. Rezerwowi: Luis Enrique Martínez, David Álvarez Agudelo, Victor Cordoba, Jefferson Cuero, Guillermo Beltrán Corporación Popular Deportiva Junior (trener José Eugenio Hernández): Sebastián Viera - Juan David Valencia, Harold Macías, Jaider Romero, Andrés Felipe González - Giovanni Hernández, José Amaya, Vladimir Hernández (83 Sherman Cárdenas), Brayner García (75 César Fawcett) - Luis Carlos Ruíz (77 Luis Alfonso Páez), Carlos Bacca. Rezerwowi: Carlos Andrés Rodríguez Ibarra, César Fawcett, Sherman Cárdenas, Luis Alfonso Páez, Víctor Cortés |

Mistrzem Kolumbii turnieju Finalización został klub Atlético Junior, natomiast wicemistrzem - klub Once Caldas.

## Reclasificación 2011
Klasyfikacja całego sezonu ligi kolumbijskiej - łączny dorobek klubów w turniejach Apertura i Finalización.
| Poz | Klub                   | Mecze | Zw | Rem | Por | Pkt | BrZd | BrStr |
| --- | ---------------------- | ----- | -- | --- | --- | --- | ---- | ----- |
| 1   | Once Caldas            | 44    | 23 | 10  | 11  | 79  | 76   | 47    |
| 2   | Millonarios FC         | 44    | 19 | 9   | 16  | 66  | 62   | 51    |
| 3   | Envigado               | 40    | 17 | 13  | 10  | 64  | 54   | 44    |
| 4   | Atlético Nacional      | 42    | 18 | 10  | 14  | 64  | 65   | 57    |
| 5   | Tolima Ibagué          | 40    | 18 | 9   | 13  | 63  | 62   | 51    |
| 6   | Atlético Junior        | 42    | 15 | 13  | 14  | 58  | 56   | 59    |
| 7   | La Equidad Bogotá      | 42    | 14 | 14  | 14  | 56  | 44   | 43    |
| 8   | Independiente Santa Fe | 40    | 15 | 11  | 14  | 56  | 46   | 46    |
| 9   | Itagüí Ditaires        | 38    | 14 | 12  | 12  | 54  | 50   | 45    |
| 10  | Boyacá Chicó Tunja     | 38    | 14 | 12  | 12  | 54  | 46   | 42    |
| 11  | Deportivo Cali         | 38    | 15 | 8   | 15  | 53  | 38   | 46    |
| 12  | América Cali           | 38    | 14 | 8   | 16  | 50  | 45   | 51    |
| 13  | Quindío Armenia        | 36    | 14 | 8   | 14  | 47  | 45   | 55    |
| 14  | Real Cartagena         | 36    | 11 | 9   | 16  | 42  | 45   | 50    |
| 15  | Cúcuta                 | 38    | 8  | 18  | 12  | 42  | 41   | 51    |
| 16  | Atlético Huila         | 36    | 10 | 9   | 17  | 39  | 45   | 58    |
| 17  | Independiente Medellín | 36    | 10 | 7   | 19  | 37  | 45   | 58    |
| 18  | Deportivo Pereira      | 36    | 6  | 14  | 16  | 32  | 39   | 50    |

## Spadek do II ligi
Bezpośrednio do II ligi spadł klub Deportivo Pereira, natomiast klub América Cali musiał rozegrać mecze barażowe z wicemistrzem II ligi.
| Data            | Mecz                                          |
| --------------- | --------------------------------------------- |
| 11 grudnia 2011 | Patriotas Tunja - América Cali 1:1            |
| 17 grudnia 2011 | América Cali - Patriotas Tunja 1:1, karne 3:4 |

Klub América Cali spadł do II ligi, a na jego miejsce awansował klub Patriotas Tunja.
Do I ligi awansował także mistrz II ligi Deportivo Pasto.